# Koama
Pour les articles homonymes, voir Koama (homonymie).
Koama est une commune située dans le département de Tenkodogo de la province de Boulgou dans la région du Centre-Est au Burkina Faso.